# Anastasia Pozdniakova
Anastasia Pozdniakova (Elektrostal, Rusia, 11 de diciembre de 1985) es una clavadista o saltadora de trampolín rusa especializada en trampolín de 3 metros, donde consiguió ser medallista de bronce mundial en 2009 y subcampeona olímpica en 2008.

## Carrera deportiva
En el Campeonato Mundial de Natación de 2009 celebrado en Roma (Italia) ganó la medalla de bronce en los saltos sincronizados desde el trampolín de 3 metros, con una puntuación de 310 puntos, tras las chinas (oro con 348 puntos) y las italianas, siendo su compañera de saltos Julia Pakhalina; también ganó la medalla de plata en la misma prueba en los Juegos Olímpicos de Pekín 2008.